# 飯間雅文
飯間 雅文（いいま まさふみ、1958年 - ）は、藻類研究者。日本藻類学会 評議員。元長崎大学 大学院総合生産科学域（環境科学系） 准教授。理学博士(北海道大学)。アメリカ藻類学会所属。

## 人物
緑藻アオサ目植物の種分化・環境指標に関する研究、絶滅危惧淡水紅藻の保全に関する研究を行っている。

## 来歴
- 1958年生まれ。
- 1977年3月：東京大学教育学部附属中等教育学校卒業（26回生）。
- 1982年：北海道大学 理学部 生物学科植物学専攻卒業。
- 1988年：北海道大学大学院 理学研究科博士後期課程 植物学専攻卒業。
- 1988年：長崎大学水産学部 助手
- 1991年：長崎大学水産学部 助教授
- 1997年：長崎大学 環境科学部 助教授
- 2007年：長崎大学 環境科学部 准教授
- 2024年：長崎大学 環境科学部 准教授　退官